# Jean-Auguste Berthaut
Jean Berthaut, francoski general, * 1817, † 1881.
1. 1 2  data.bnf.fr: platforma za odprte podatke — 2011.
2. 1 2  podatkovna baza Léonore — ministère de la Culture.